# Bungotakada
Bungotakada (豊後高田市, Bungotakada-shi) est une municipalité ayant le statut de ville dans la préfecture d'Ōita, au Japon.

## Géographie

### Situation
Bungotakada est située dans la partie nord-ouest de la péninsule de Kunisaki, dans le nord de la préfecture d'Ōita.

### Municipalités limitrophes
| mer intérieure de Seto | mer intérieure de Seto | Kunisaki |
| Usa                    | Bungotakada            | Kunisaki |
| Kitsuki                | Kitsuki                | Kitsuki  |

### Démographie
En août 2020, la population de Bungotakada s'élevait à 22 514 habitants, répartis sur une superficie de 206,24 km2.

### Hydrographie
Bungotakada est bordée par la mer intérieure de Seto au nord.

### Climat
La ville a un climat subtropical humide avec des étés chauds et des hivers frais. Les précipitations sont importantes tout au long de l'année, mais sont un peu plus faibles en hiver. La température moyenne annuelle est de 15,9 °C. La pluviométrie annuelle moyenne est de 1 992 mm, juin étant le mois le plus humide.

## Histoire
Bungotakada a reçu le statut de ville en 1954. 

## Culture locale et patrimoine
- Fuki-ji
- Kumano magaibutsu
- Maki Ōdō

## Personnalité liée à la municipalité
- Takahisa Zeze (né en 1960), réalisateur